# Motskuggning

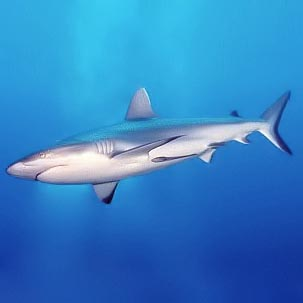
Motskuggande färgteckning hos grå revhaj.

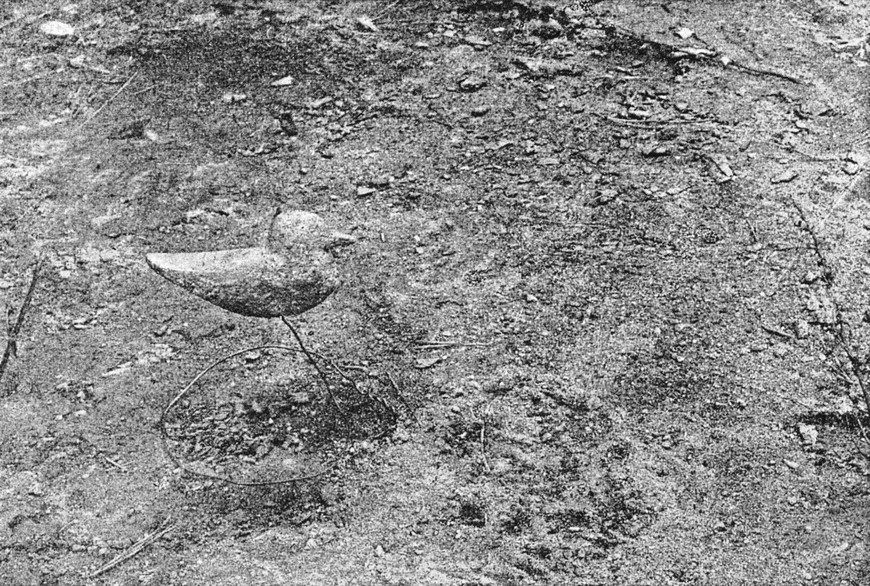
Ett foto av en motskuggningsstudie utförd av Thayer. Modellen till vänster är kamouflagetecknad och synlig, den till höger är dessutom motskuggad och bara delar av ståltrådsställningen syns.

Motskuggning (eller Thayers lag, efter Abbott Handerson Thayer) är en typ av kamouflage. Motskuggning — när ett djurs undersida är ljusare än ovansidan — anses ofta vara en adaption (anpassning) för att motverka den skugga som uppkommer på djurets undersida när det är belyst ovanifrån. Motskuggning minskar därför risken för att djuret upptäcks av predatorer eller byten.
En liknande typ av kamouflage utnyttjar bioluminiscens (ljusalstring hos levande organismer) för att efterlikna det ljus som kommer uppifrån vattenytan och som får föremål att framträda som silhuetter om de ses underifrån. Det förekommer hos fiskar och evertebrater ("ryggradslösa djur") som lever i den mesopelagiska zonen. Denna "motbelysning" gör dessa djur i stort sett osynliga för predatorer som befinner sig under dem.

## Historia
Abbott Handerson Thayer var en av de första att bedriva djupgående forskning om vissa typer av skyddande färgteckning i naturen. 1896 skrev han om motskuggning och redogjorde för den ljusare undersidan hos djur.  Av denna anledning kallas motskuggning ibland för "Thayers lag".
Militärt kamouflage använder ibland samma princip — Thayer fick till och med ett patent 1902 (U.S. Patent 715,013) på målning av krigsfartyg efter motskuggningsprinciper. Även den motbelysningsteknik som bioluminiscenta organismer använder har testats i militära sammanhang; exempelvis har flygplan försetts med belysning som skall matcha ljuset från himlen.